# Тетраедарска молекулска геометрија
Тетраедарска молекулска геометрија подразумева централни атом који се супституисан са четири супституента који се налазе у угловима тетраедра. Углови везе су око 109,5° уколико су сва четири супституента иста, као што је случај са метаном (CH4) као и са његовим тежим аналозима. Метан и други савршено симетрични тетраедарски молекули припадају тачковној групи  Td, али већина тетраедарских молекула има нижу симетрију. Тетраедарски молекули могу бити хирални.

## Угао везе
Угао везе за симетричне тетраедарске молекуле као што је CH4 може се израчунати коришћењем скаларног производа два вектора. Као што је приказано на дијаграму, молекул се може уписати у коцку са четворовалентним атомом (нпр. угљеник) у центру коцке који је почетак координата, О.
Четири моновалентна атома (нпр. водоник) се налазе у четири угла коцке (А, Б, Ц, Д) тако да се два атома не налазе у суседним угловима, повезани само једном ивицом коцке. Ако је дужина ивице коцке изабрана као 2 јединице, онда две везе ОА и ОБ одговарају векторима а = (1, –1, 1) и б = (1, 1, –1), а угао везе θ је угао између ова два вектора. Овај угао се може израчунати из скаларног производа два вектора, дефинисаног као а • б = ||а|| ||б|| cosθ где ||а|| означава дужину вектора а. Као што је приказано на дијаграму, скаларни производ је –1, а дужина сваког вектора је √3, па је cosθ = –1/3, а тетраедарски угао везе θ = arccos (–1/3) ≃ 109,47°.

## Примери

### Хемија главних група
Поред готово свих засићених органских једињења, већина једињења Si, Ge и Sn су тетраедарска. Често тетраедарски молекули имају вишеструкe везe са спољним лигандима, као у ксенон тетраоксиду (XeО4), перхлоратном јону (ClO4-), сулфатном јону (SO42−), фосфатном јону (PO43−). Тиазил трифлуорид (SNF3) је тетраедарски молекул са троструком везом између атома сумпора и азота.
Неки молекули имају тетраедарски распоред електронских парова око централног атома. Такав је на пример амонијак (NH3) са атомом азота који је окружен са три водоника и једним слободним електронским паром. Међутим, уобичајена класификација узима у обзир само везане атоме, а не слободне електринске парове, па се амонијак сматра пирамидалним молекулом. Углови H–N–H износе 107°, што је мање од 109,5°. Ова разлика се приписује утицају слободног електронског пара који има већи одбојни утицај од везаног атома.

### Хемија прелазних метала
Геометрија је и овде широко распрострањена, посебно за комплексе где метал има d0 или d10 конфигурацију. Илустративни примери укључује   тетракис(трифенилфосфин)паладијум(0) (Pd[P(C6H5)3]4), тетракарбонилникл(0)  (Ni(CO)4) и титанијум тетрахлорид (TiCl4). Многи комплекси са непотпуно попуњеним d-љускама су често тетраедарски, нпр. тетрахалиди гвожђа(II), кобалта(II) и никла(II).

### Геометрија воде
У гасовитом стању, један молекул воде садржи атом кисеоника окружен са два атома водоника и два слободна електронска пара, а геометрија H2O се једноставно описује као савијена. Слободни електронски парови се при описивању ове геометрије не узимају у обзир. У течном (вода) или чврстом (лед) стању, слободни електронски парови успостављају водоничне везе са суседним молекулима воде. Најчешћи распоред атома водоника око кисеоника је тетраедарски, обухватајући два атома водоника ковалентно везана за кисеоник и два везана водоничним везама. Пошто водоничне везе варирају по дужини, многи од ових молекула воде нису симетрични и формирају пролазне неправилне тетраедре.